# Остин Ацтекс (2008—2010)
«Остин Ацтекс» (англ. Austin Aztex FC) — бывший американский профессиональный футбольный клуб из города Остин, штат Техас. Выступал в лигах второго уровня — USL First Division в 2009 году и D2 Pro League в 2010 году.

## История
Футбольный клуб «Остин Ацтекс» был образован 23 января 2008 года как франшиза лиги USL-1, выступление в которой должен быть начать с сезона 2009. Владельцем клуба являлся британский бизнесмен Фил Ролинз, также входивший в состав совета директоров английского клуба «Сток Сити», с которым «Остин Ацтекс» заключил договор о сотрудничестве. Как часть сделки по получению места в USL-1 «Остин Ацтекс» приобрёл команду Премьер-лиги развития USL «Остин Стампид» и переименовал её в «Остин Ацтекс U23».
21 февраля 2008 года главным тренером клуба был назначен английский специалист Эдриан Хит.
7 августа 2008 года «Остин Ацтекс» подписал первого игрока на сезон 2009 — вратарь года в PDL 2008, игрок «Остин Ацтекс U23» Мигель Гальярдо заключил контракт на два года.
5 декабря 2008 года «Остин Ацтекс» достиг соглашения с Независимым школьным округом Остина, согласно которому были определены домашние стадионы клуба: на сезон 2009 — «Нелсон Филд», на сезон 2010 — «Хаус Парк».
«Остин Ацтекс» открыл свой первый сезон 18 апреля 2009 года матчем против «Миннесоты Тандер» на домашнем поле, сыграв вничью 1:1. Автором первого официального гола в истории клуба стал защитник Лайл Адамс. Сезон 2009 клуб завершил на десятом, предпоследнем, месте в турнирной таблице, оставшись вне зоны плей-офф.
7 января 2010 года Федерация футбола США объявила о урегулировании конфликта между организацией United Soccer Leagues и Североамериканской футбольной лигой путём формирования на сезон 2010 временной переходной лиги D2 Pro League, одним из 12 клубов которой стал «Остин Ацтекс». В конференции USL клуб финишировал на втором месте, но из плей-офф выбыл в первом раунде — четвертьфинале, уступив по сумме двух встреч «Монреаль Импакт» со счётом 2:5.
25 октября 2010 года было официально объявлено о переезде «Остин Ацтекс» в Орландо, штат Флорида, где клуб получил название «Орландо Сити».
В сентябре 2011 года бывший миноритарный владелец «Остин Ацтекс» Дэвид Маркли создал новый одноимённый клуб, который начал выступать в Премьер-лиге развития USL с 2012 года.

## Последний состав
Источник: Список игроков на официальном сайте клуба. Архивировано из оригинала 13 ноября 2010 года.

| №  |               | Поз. | Имя                      | Год рождения |
| -- | ------------- | ---- | ------------------------ | ------------ |
| 1  | Флаг Мексики  | Вр   | Мигель Гальярдо-Апарисио | 1984         |
| 2  | Флаг Гаити    | Защ  | Мешак Жером              | 1990         |
| 3  | Флаг США      | Защ  | Уэс Аллен                | 1986         |
| 4  | Флаг США      | ПЗ   | Иэн Фуллер               | 1979         |
| 5  | Флаг Ямайки   | Защ  | Кирон Бернард            | 1985         |
| 6  | Флаг США      | ПЗ   | Лэнс Уотсон              | 1983         |
| 7  | Флаг Бразилии | ПЗ   | Салливан Силва           | 1988         |
| 8  | Флаг Англии   | Нап  | Эдди Джонсон             | 1984         |
| 9  | Флаг Японии   | ПЗ   | Цуёси Ёситаке            | 1981         |
| 10 | Флаг Кубы     | ПЗ   | Йордани Альварес         | 1985         |
| 11 | Флаг США      | Нап  | Максуэлл Гриффин         | 1987         |
| 12 | Флаг США      | Защ  | Лионард Гриффин          | 1982         |
| 13 | Флаг Кении    | ПЗ   | Лоренс Олум              | 1984         |

| №  |                         | Поз. | Имя               | Год рождения |
| -- | ----------------------- | ---- | ----------------- | ------------ |
| 15 | Флаг США                | Защ  | Кевин Сакуда      | 1980         |
| 16 | Флаг США                | ПЗ   | Майкл Каллахан    | 1987         |
| 18 | Флаг США                | ПЗ   | Джоуи Уортен      | 1979         |
| 19 | Флаг Тринидада и Тобаго | Защ  | Йоханс Маршалл 1  | 1986         |
| 20 | Флаг Тринидада и Тобаго | Нап  | Рэнди Паттерсон   | 1985         |
| 21 | Флаг США                | Вр   | Шон Келли         | 1988         |
| 23 | Флаг США                | Нап  | Кенделл Макфайден | 1988         |
| 24 | Флаг Канады             | ПЗ   | Тайлер Хемминг    | 1985         |
| 25 | Флаг США                | Защ  | Сэм Брилл         | 1985         |
| 26 | Флаг Колумбии           | ПЗ   | Рональд Кайседо   | 1989         |
| 33 | Флаг США                | Защ  | Джей Нидем        | 1984         |
| 61 | Флаг Тринидада и Тобаго | ПЗ   | Стефан Кэмпбелл   | 1990         |
| 77 | Флаг США                | Нап  | Джейми Уотсон     | 1986         |

1) в аренде из «Лос-Анджелес Гэлакси»

## Статистика
| Сезон | Дивизион | Лига                | Регулярный чемпионат | Регулярный чемпионат | Регулярный чемпионат | Регулярный чемпионат | Регулярный чемпионат | Регулярный чемпионат | Регулярный чемпионат | Регулярный чемпионат | Место   | Место | Плей-офф            | Открытый кубок США | Средняя посещаемость |
| Сезон | Дивизион | Лига                | М                    | В                    | Н                    | П                    | МЗ                   | МП                   | РМ                   | Очки                 | Конф.   | Общее | Плей-офф            | Открытый кубок США | Средняя посещаемость |
| ----- | -------- | ------------------- | -------------------- | -------------------- | -------------------- | -------------------- | -------------------- | -------------------- | -------------------- | -------------------- | ------- | ----- | ------------------- | ------------------ | -------------------- |
| 2009  | 2        | USL First Division  | 30                   | 5                    | 8                    | 17                   | 28                   | 51                   | −23                  | 21                   | 10      | 10    | не квалифицировался | 3-й раунд          | 2 974                |
| 2010  | 2        | USSF D-2 Pro League | 30                   | 15                   | 8                    | 7                    | 53                   | 40                   | +13                  | 53                   | 2 (USL) | 2     | четвертьфинал       | 3-й раунд          | 3 733                |